# 小雌馬
小雌馬（Filly）是對於雌性幼馬的稱呼，以與成年的雌馬區分。在大多數情況下，小雌馬是四歲以下的雌性馬；但在部分國家的賽馬界中，例如英國和美國，小雌馬的界定為五歲以下。
雌性幼駒通常在二歲時性成熟，並擁有生育能力，但一般來說，她們在停止生長前（通常是四至五歲）不應生育。